# Ebnat SG
Ebnat ist ein Ortsteil der politischen Gemeinde Ebnat-Kappel, die im Wahlkreis Toggenburg des Schweizer Kantons St. Gallen liegt. Bis Ende 1964 bildete Ebnat eine eigene politische Gemeinde.

## Geographie

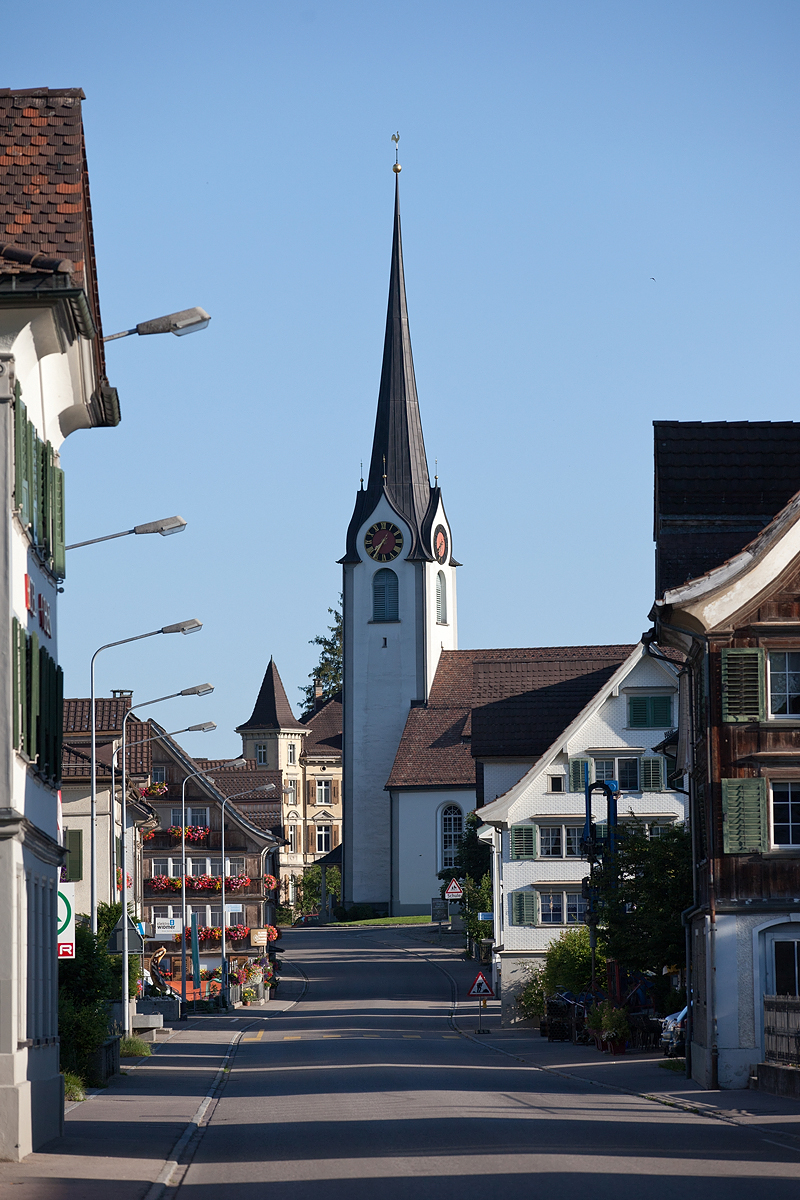
Ebnat mit reformierter Kirche

Ebnat liegt im Toggenburg im Thurtal zwischen Nesslau und Wattwil.
Das Strassendorf mit ausgedehnter Streusiedlung befindet sich in voralpiner Hügellandschaft beidseits des Tals.

## Geschichte

Ebnat im Jahr 1919, Luftbild von Walter Mittelholzer

Bis 1762 trug der Ort den Namen Ober-Wattwil. Mit der Unabhängigkeit von Wattwil gab sich die Gemeinde zur besseren Unterscheidung den Namen Ebnat, was «Ebene, Fläche» bedeutet. Ebnat, ein ursprünglicher Flurname, wurde auf diese Weise zum Siedlungsnamen.

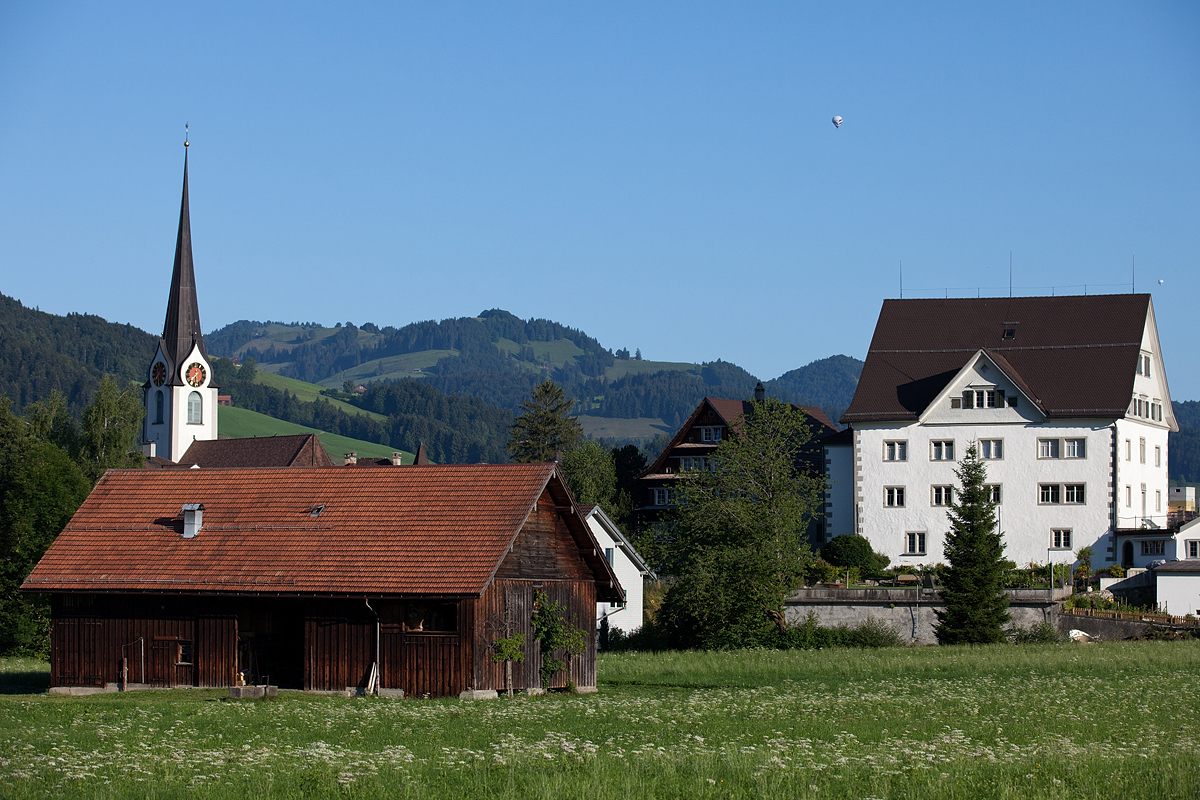
Haus Steinfels (rechts)

Im Spätmittelalter war die Ebnet von sogenannten Hofjüngern der Grafen von Toggenburg besiedelt. Sie ging 1468 mit dem gesamten Toggenburg in den Besitz der Fürstabtei St. Gallen über. Das Gebiet blieb bis ins 18. Jahrhundert ohne eigenes Zentrum und gehörte mehrheitlich zum Niedergericht Wattwil. Wie in Wattwil übte die Reformation eine starke Wirkung aus. 1667 erwarben sich die nach Wattwil kirchgenössigen Ebnater das Recht, die Kirche in Kappel zu benützen. Wenig später vereinigte sich Ebnat mit Kappel zu einer Hauptmannschaft. 1762 erfolgte die kirchliche Ablösung von Wattwil und die Gründung einer evangelischen Kirchgemeinde. Die Kirche wurde durch Johann Ulrich Grubenmann erbaut, Kirche und Gemeinde in Ebnet umbenannt. Der Wohlstand der evangelischen Amtsleute, Pensionenherren, Vieh- und Salzhändler findet Ausdruck im 1667 erbauten ländlich-patrizischen Haus zum Steinfels. 1803 wurde Ebnat eine politische Gemeinde.

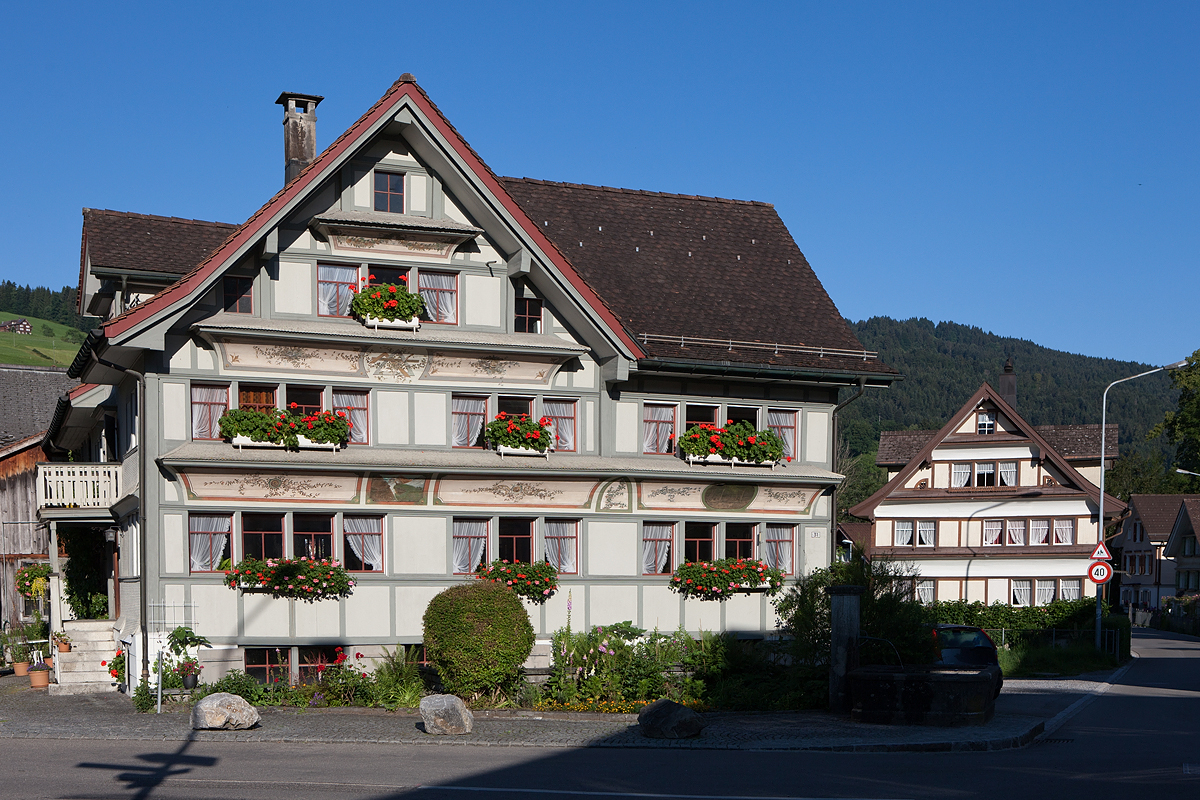
Toggenburger Häuser in der Thurau

In der vorindustriellen Wirtschaft dominierte Viehzucht mit Alpwirtschaft. Im 18. Jahrhundert bauten Wendelin und Josef Looser Hausorgeln. Die ab Mitte des 18. Jahrhunderts verbreitete Spinnerei, später auch Weberei von Baumwolle in Heimindustrie wurde um die Mitte des 19. Jahrhunderts durch die wachsende Fabrikindustrie verdrängt. Die Stickereiindustrie verfügte 1876 in Ebnat über 80 Stickmaschinen. Nach dem Ersten Weltkrieg linderten zahlreiche Kleinindustrien die Stickereikrise. Mitte des 19. Jahrhunderts erfolgte der Umbau der Mühle in der Eich zur Teigwarenfabrik. Bedeutende Bauernmalerinnen und Bauernmaler waren Anna Barbara Giezendanner Aemisegger (1831–1905), Felix Brander (1846–1924) und Johannes Blatter (1895–1975). 1870 wurde Ebnat-Kappel Endstation der Bahnlinie von Wil, die 1912 bis Nesslau erweitert wurde. Nach dem Bahnbau erlebte Ebnat einen Aufschwung als Molken- und Luftkurort, die Sommerwirtschaft auf dem Rosenbühl wurde ausgebaut. Von 1851 bis 2015 war Ebnat Verlagsort der Toggenburger Nachrichten.
Die Industrialisierung förderte das Zusammenwachsen mit Kappel. 1943 wurde die private Dorfgemeinschaft Ebnat-Kappel gegründet. Neben Viehzucht mit Alpwirtschaft sowie Waldwirtschaft boten Ende des 20. Jahrhunderts 15 Industriebetriebe ca. 1000 Arbeitsplätze. Im Jahr 2000 waren noch gut zwei Fünftel der Beschäftigten im zweiten Wirtschaftssektor tätig. Dem Tourismus dienen der Skilift Tanzboden, ein Naturlehrpfad in der Eich und das von Albert Edelmann begründete volkskundliche Museum Ackerhus mit einer bedeutenden Sammlung von Toggenburger Hausorgeln. Privat betrieben wurde das Kindergärtnerinnen-Seminar Sonnegg.
| Hier fehlt eine Grafik, die leider im Moment aus technischen Gründen nicht angezeigt werden kann. Wir arbeiten daran! |